# KDEL receptor
Los receptores KDEL (KDELR) son grandes proteínas transmembrana, que se acoplan a péptidos presentes en el lumen del retículo endoplasmático con la secuencia específica de aminoácidos K-D-E-L y las retro-transportan. Estos receptores participan en el control de calidad de las proteínas recién sintetizadas y desencadena vías de señalización celular. Estas vías: coordinan el tráfico intracelular de membranas entre compartimentos celulares y además controlan la degradación de la matriz extracelular (ECM) que es un paso importante en la progresión del cáncer.

## Características
Los receptores KDEL (KDEL-R) son proteínas integrales de membrana, que detectan una secuencia de aminoácidos específica en proteínas libres dentro del retículo endoplásmico (RE) participando así en el control de calidad de proteínas recién sintetizadas y en la respuesta de las proteínas desplegadas del RE.
El receptor KDEL alterna entre el retículo y el compartimento de Golgi, puesto que también viaja en las vesículas recubiertas.

## Genes
Dentro de la familia de receptores KDEL, KDELR1 se encuentra en el cromosoma 19 (humano), KDELR2 se encuentra en el cromosoma 7 (humano) y KDELR3 se encuentra en el cromosoma 22 (humano).

En el humano se expresan tres isoformas de KDEL-R (KDELR1, KDELR2 y KDELR3).  Primero se identificó el ERD2 denominado KDELR1; seguido por el KDELR2, también conocido como proteína similar a ERD1. Un tercer receptor, conocido como KDELR3, se caracterizó más tarde.

## Estructura
Los receptores KDEL (KDEL-R) son proteínas transmembrana de siete dominios que son codificadas por tres genes diferentes en los mamíferos.
En el humano las secuencias altamente similares (ortólogas) presentes en el «receptor HDEL de la levadura (HDEL-R)», se han denominado KDEL-R, porque el motivo de recuperación formado por K-D-E-L es el más común en mamíferos:
```
Lisina
-
Aspártico
-
Glutámico
-
Leucina
-C terminal
Lys-Asp-Glu-Leu 
(en código de tres letras) 

K-D-E-L        
(en código de una letra) 
```

Los siete dominios transmembrana (TM) de los KDEL-R, podrían sugerir que estos receptores pertenecerían a la superfamilia de receptores acoplados a proteína G.
Un análisis posterior de secuencia en profundidad indicó que los KDELR pertenecen a la gran familia de proteínas Pro-Gln-loop (PQ-loop) (junto con la familia SWEET).
Las primeras tres hélices transmembrana (TM) forman un haz de tres hélices (triple helix bundles THB) organizado en el orden de TM1-TM3-TM2, y la misma disposición se encuentra en las últimas tres hélices TM5-TM6-TM7. 
Los dos haces THB están conectados por una «hélice de inversión» TM4, que permite que los TM1-3 se ubiquen paralelos a los TM5-7 dentro de una sola cadena polipeptídica. TM1 yuxtapuesto a TM6 y TM2 a TM5.
Los haces THB están invertidos 180° entre sí dentro de la membrana, conformación que se conoce como repeticiones de «topología invertida».
Dentro de esta organización estructural, la porción N-terminal del receptor mira hacia el compartimento luminal, ya sea el Golgi o el ER, mientras que la porción C-terminal mira hacia el citoplasma.

Los KDEL-R conservaron solamente un motivo «bucle P-Q» (Pro-Gln-loop) durante la evolución.

## Función
Los receptores KDEL-R median el reciclaje de las proteínas, con secuencia KDEL residentes habituales del retículo (RE), desde el complejo de Golgi hasta el retículo endoplasmático. Los KDEL-R contribuyen al mantenimiento de la homeostasis del retículo endoplasmático (RE) y al control de calidad del RE mediante la recuperación de proteínas que son residentes en el RE.

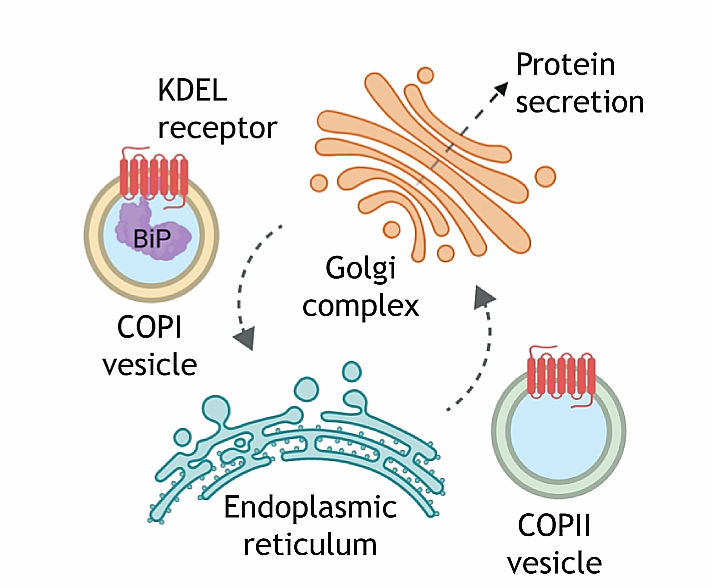
Esquema de Ciclo del KDEL-R.

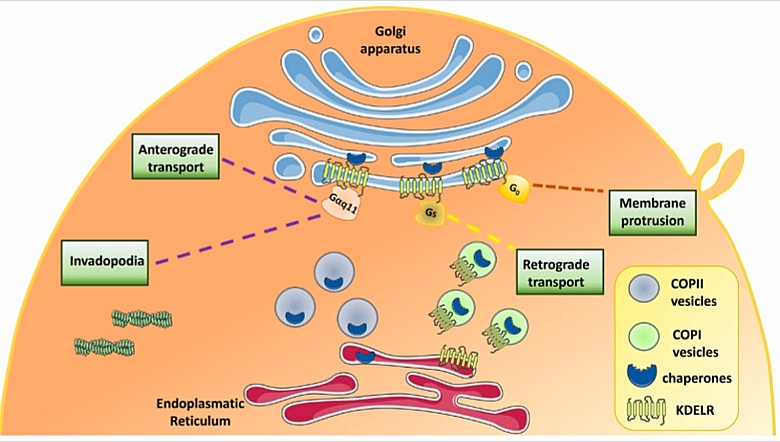
Ubicación de KDLR.

Los KDEL-R se unen a las proteínas residentes dentro de la luz del RE que presentan la secuencia específica de aminoácidos: Lys-Asp-Glu-Leu o bien variantes de la misma y retro-transportan esas proteínas. 
En estado estacionario, el receptor KDEL (KDELR) se localiza principalmente en el temprano cis-Golgi, donde puede capturar eficientemente las proteínas luminales del RE que se escapan. Los KDEL-R se unen a su ligando y forman un complejo estable en el lumen del complejo de Golgi donde el pH es ácido (pH 6,2).
 El receptor KDEL-R unido a chaperona recluta al complejo multiproteico COP-1 e inicia el tráfico retrógrado hacia el RE donde el pH casi neutro (pH 7,2-7,4) de su lumen promueve la liberación del ligando.

Los KDEL-R circulan entre el Retículo y el Golgi para recuperar las proteínas chaperonas residentes en el RE que van a la vía secretora durante la exportación de proteínas desde el RE. La mayoría de las chaperonas solubles del RE contienen la secuencia tetrapeptídica C-terminal KDEL que es reconocida por el receptor KDEL-R para esta vía de reciclaje.

## Fisiología
En los receptores KDEL-R el acoplamiento de movimientos de la estructura en una de las repeticiones, con movimientos simultáneos y opuestos en la otra, genera la capacidad de para transportar iones y moléculas a través de la membrana.
El dominio funcional de los receptores KDEL-R, se une al motivo de secuencia KDEL en una cavidad hidrofílica que se forma entre los dominios transmembrana. Esto desencadena un cambio de conformación que expone al citoplasma un grupo rico en lisina C-terminal que funciona como un sitio de unión de COP-I.
La unión de las proteínas KDEL a los KDEL-R inicia cascadas de señalización celular que involucran: i) tres subunidades alfa de proteína G heterotrimérica, ii) cinasas de la familia Src, iii) proteína quinasas A (PKA) y iv) proteína quinasas activadas por mitógenos (MAPK).
El receptor KDEL-R activado también regula el transporte bidireccional entre el RE y el complejo de Golgi, así como desde el Golgi hasta la vía secretora. Además, se ha sugerido que la señal para la activación del receptor KDEL también puede afectar a varias otras actividades celulares.
Estas vías de señalización coordinan los flujos de tráfico de membrana entre compartimentos secretores y controlan la degradación de la matriz extracelular (ECM), un paso importante en la progresión del cáncer.